# Skoki do wody na Mistrzostwach Świata w Pływaniu 2017 – trampolina 3 m synchronicznie kobiet
Trampolina 3 m synchronicznie kobiet – jedna z konkurencji rozgrywanych w ramach skoków do wody, podczas mistrzostw świata w pływaniu w 2017. Eliminacje oraz finał odbyły się 17 lipca.
Do eliminacji zgłoszonych zostało 19 par. Dwanaście najlepszych duetów awansowało do finałowej rywalizacji.
Zwyciężczyniami konkurencji zostały reprezentantki Chin Chang Yani i Shi Tingmao. Drugą pozycję zajęły zawodniczki z Kanady Jennifer Abel i Melissa Citrini-Beaulieu, trzecią zaś zawodniczki reprezentujące Rosję Nadieżda Bażyna i Kristina Iljinych.

## Wyniki
| Miejsce | Zawodniczki                            | Państwo           | Eliminacje | Eliminacje | Finał  | Finał   |
| Miejsce | Zawodniczki                            | Państwo           | Wynik      | Miejsce    | Wynik  | Miejsce |
| ------- | -------------------------------------- | ----------------- | ---------- | ---------- | ------ | ------- |
| 01 !    | Chang Yani Shi Tingmao                 | Chiny             | 320,40     | 1.         | 333,30 | 1.      |
| 02 !    | Jennifer Abel Melissa Citrini-Beaulieu | Kanada            | 306,60     | 2.         | 323,43 | 2.      |
| 03 !    | Nadieżda Bażyna Kristina Iljinych      | Rosja             | 304,80     | 3.         | 312,60 | 3.      |
| 4.      | Maddison Keeney Anabelle Smith         | Australia         | 297,66     | 4.         | 301,23 | 4.      |
| 5.      | Grace Reid Katherine Torrance          | Wielka Brytania   | 271,20     | 8.         | 294,60 | 5.      |
| 6.      | Ng Yan Yee Nur Dhabitah Sabri          | Malezja           | 291,54     | 5.         | 288,72 | 6.      |
| 7.      | Anastasija Niedobicha Diana Szelestjuk | Ukraina           | 270,57     | 9.         | 280,56 | 7.      |
| 8.      | Inge Jansen Daphne Wils                | Holandia          | 258,30     | 12.        | 280,50 | 8.      |
| 9.      | Friederike Freyer Tina Punzel          | Niemcy            | 269,10     | 10.        | 279,60 | 9.      |
| 10.     | Arantxa Chávez Melany Hernández        | Meksyk            | 274,62     | 7.         | 279,27 | 10.     |
| 11.     | Maria Coburn Alison Gibson             | Stany Zjednoczone | 283,65     | 6.         | 252,42 | 11.     |
| 12.     | Luana Lira Tammy Takagi                | Brazylia          | 265,20     | 11.        | 247,05 | 12.     |
| 13.     | Kim Na-mi Moon Na-yun                  | Korea Południowa  | 251,88     | 13.        | NQ     | NQ      |
| 14.     | Micaela Bouter Nicole Gillis           | Południowa Afryka | 249,66     | 14.        | NQ     | NQ      |
| 15.     | Vivian Barth Jessica-Floriane Favre    | Szwajcaria        | 243,75     | 15.        | NQ     | NQ      |
| 16.     | Choi Sut Kuan Choi Sut Ian             | Makau             | 241,92     | 16.        | NQ     | NQ      |
| 17.     | Flóra Gondos Villő Kormos              | Węgry             | 237,54     | 17.        | NQ     | NQ      |
| 18.     | Indrė Girdauskaitė Genevieve Green     | Litwa             | 226,53     | 18.        | NQ     | NQ      |
| 19.     | Shaye Boddington Elizabeth Cui         | Nowa Zelandia     | 218,10     | 19.        | NQ     | NQ      |